# Нуристан
Нуристан (такође и Нурестан) је једна од 34 провинције Авганистана. Провинција је формирана 2001. године од сјеверних дијелова провинција Лагман и Кунар.
Налази се на јужним падинама планина Хиндукуш у сјевероисточном дијелу земље. Главни град је Парун. На сјеверу се граничи са провинцијом Бадахштан, на западу са провинцијом Каписа, на југу са провинцијама Лагман и Кунар, а на истоку са Пакистаном.
До 1890-их, регион је био познат као Кафирстан (персијски: Земља невјерника) због својих становника: Нуристанаца (народ са око 60.000 припадника), који су практиковали анимизам. Регион је освојио емир Абдур Рахман Кан 1895—1896, и Нуристанци су насилно преведени у ислам.
Нуристан је био поприште неких од најжешћих герилских борби током инвазије и окупације Авганистана од стране Совјетског Савеза (1979—1989)